# فرد فیشر (بازیکن فوتبال، زاده آوریل ۱۹۱۰)
فرد فیشر (انگلیسی: Fred Fisher؛ ۱۱ آوریل ۱۹۱۰ – ۲۶ ژوئیهٔ ۱۹۴۴) بازیکن فوتبال بود.
از باشگاه‌هایی که در آن بازی کرده‌است می‌توان به باشگاه فوتبال میلوال اشاره کرد.
وی همچنین در تیم ملی فوتبال انگلستان بازی کرده‌است.